# Jean-Christian Petitfils
Pour les articles homonymes, voir Petitfils.
Jean-Christian Petitfils, né à Paris le 25 décembre 1944, est un écrivain, historien et politologue français, ainsi que banquier jusqu'en 2004.

## Biographie

### Origines et formation
Il est le fils de Pierre Petitfils (1908-2001), critique littéraire et auteur, spécialiste de Rimbaud et de Verlaine.
Il fait ses études au lycée Claude-Bernard, à la Faculté de droit de Paris, à l'Institut d'études politiques de Paris (section PES, promotion 1967) et à la Sorbonne ;  licencié en droit public et en histoire-géographie, il est docteur en science politique (1971) et diplômé de l'Institut d'administration des entreprises de Paris.

### Carrière professionnelle
Il fait la plus grande partie de sa carrière dans le secteur privé : fondé de pouvoirs (1977), sous-directeur (1983), puis directeur adjoint (1990) de la banque de Suez et de l'Union des Mines, devenue banque Indosuez, puis Crédit Agricole Indosuez, Executive director à Calyon Corporate and Investisment Banking (2004) où il a dirigé le Service des montages juridiques des opérations financières, secrétaire général du groupement pour la Modernisation de la distribution (1976-1991). Il a pris sa retraite en 2004.

### Carrière intellectuelle
Parallèlement, il mène une carrière d'historien, et d'écrivain. Après plusieurs essais et ouvrages d'histoire ainsi que de science politique (La Droite en France, L’Extrême-Droite en France, Le Gaullisme, Les Socialismes utopiques) et des biographies de personnages du Grand Siècle (Le Véritable d'Artagnan, Le Régent, Lauzun, Nicolas Fouquet, Madame de Montespan, Louise de La Vallière), il écrit un ouvrage de synthèse sur Louis XIV, fruit de vingt-cinq années de travail (1995). Ce dernier combine une approche originale, mêlant science politique de l'Ancien Régime et biographie classique. Il insiste notamment sur les mécanismes de fidélités, de clans et de clientèles, essentiels dans un système politique en voie d'étatisation. Ce livre a remporté un grand succès (55 000 exemplaires). Dans la même lignée, il poursuit avec des biographies de Louis XVI (70 000 exemplaires), Louis XIII, Louis XV et en dernier lieu Henri IV.
Il s'est intéressé également au personnage historique de Jésus.
Au total, il est l'auteur de plus de trente ouvrages historiques, essais et biographies, notamment, outre ceux cités précédemment, le Masque de fer, L'Affaire des poisons, L'Assassinat d'Henri IV.
Il collabore, ou a collaboré, aux journaux et revues Historia, L'Histoire, Marianne, Le Figaro littéraire, Le Figaro Magazine, Le Figaro - Histoire, Le Point.
Il est candidat malheureux au fauteuil de René Girard à l'Académie française le 23 mars 2017,.

### Mandats divers
- Membre du jury du prix Hugues-Capet, du prix Combourg, du prix de la biographie du Point, du prix de la Fondation Stéphane Bern pour l'Histoire, et du prix XVIIe siècle (2005-2008).
- Membre du Comité scientifique de la revue Versalia, revue de la Société des amis de Versailles.
- Membre du Comité d'orientation scientifique de la Maison de l'Histoire de France (2010-2012).
- Membre du conseil scientifique du Figaro histoire depuis 2012[10].
- Administrateur de la Société des Amis de Versailles depuis 2022.
- Membre de l'Académie catholique de France depuis 2023.

### Télévision
En tant que spécialiste de l'Ancien Régime, il participe régulièrement à l'émission Secrets d'histoire, présentée par Stéphane Bern, sur France 3.

## Réception

### Sur les ouvrages relatifs à l'Ancien Régime
L'historien Fabrice d'Almeida considère Jean-Christian Petitfils, ancien banquier, comme représentatif d'une tendance récente de certains écrivains non-historiens à s'approprier le style de l'histoire professionnelle, brouillant ainsi les frontières entre l'« histoire d'amateur » et l'histoire académique : « par diffusion de la culture historique et de la technique historienne, des acteurs qui œuvrent en dehors de l’histoire professionnelle académique se sont approprié les codes de la grande histoire pour mettre en scène le réenchantement », écrit Fabrice d'Almeida. Dans le cas de Petitfils en particulier, c'est la masse des documents utilisés qui sert d'« argument de vente ».
Pour l'historien Jean-Baptiste Noé, « Jean-Christian Petitfils écrit avec beaucoup de style, ce qui rend ses livres toujours agréables à lire ». Ces qualités d'écriture sont également louées par la revue Hérodote. Pour le militant d'extrême droite Dominique Venner dans La Nouvelle Revue d'histoire, Petitfils est l'« auteur de talentueuses études qui font autorité, notamment un Louis XIV et un très éclairant Louis XVI ». Un jugement similaire vient de l'historien du droit Jacques de Saint Victor, qui considère que « depuis plus de trente ans, il écrit sans relâche et, à force de persévérance, il a bâti une œuvre colossale dont beaucoup d'universitaires professionnels peuvent se montrer légitimement envieux. »
Son ouvrage consacré au Régent est présenté par Claude Lebédel comme « une véritable histoire de la Régence ».
Son Louis XVI (2005) est salué par l'historien Emmanuel de Waresquiel, qui le décrit comme « un portrait intelligent et lucide du roi décapité » qui constitue selon lui la meilleure biographie écrite par Petitfils. Pour Marc Riglet, de L'Express, Jean-Christian Petitfils signe une remarquable biographie « loin des idées reçues ». En revanche, l'ouvrage reçoit une réception très mitigée chez certains historiens proches de la conception marxiste de la Révolution[réf. nécessaire], dans l'atelier du Centre de recherches historiques : ainsi pour Aurore Chéry, « censée être une étude novatrice, la biographie de Petitfils serait plus exactement du Girault de Coursac bonifié par le temps et un voyage outre-Manche. Différence majeure toutefois, chez Petitfils, comme chez Hardman, le ton est bien moins virulent et Marie-Antoinette traitée avec plus d’indulgence. » L'ouvrage rejoint les analyses historiques de François Furet, dont Jean-Christian Petitfils est un disciple.
Nathalie Brémand, dans son Introduction : « Socialistes utopiques », les mal-nommés critique le livre que Petitfils a consacré aux communautés utopistes au XIXe siècle, réédition en 2011 d'un ouvrage paru en 1982. Selon elle, « les préjugés négatifs liés au concept de socialisme utopique sont nombreux. On en trouve un florilège dans l’ouvrage de Jean-Christian Petitfils ». L'ouvrage véhiculerait « une image complètement dépassée » du « socialisme utopique ».

### Sur son ouvrageJésus
Son ouvrage sur Jésus a connu le succès[réf. nécessaire]. Néanmoins, il a été critiqué pour différentes raisons : 
- Pour l'exégète jésuite Marc Rastoin, « Petitfils livre le fruit d'un sérieux travail de recherche (près de cent cinquante pages de notes). On pourrait dire qu'il s'agit d'une version française de l'enquête de John Paul Meier en un seul volume, mais « parfois il accorde trop de certitude à des hypothèses plus ou moins probables », son analyse textuelle des péricopes évangéliques est « trop littéraliste et le souci de soutenir l’historicité au sens documentaire de tous les épisodes évangéliques (avec une préférence forte accordée à Jean) affaiblit ses conclusions »[21]. » D'autres critiques le taxent de « conservatisme », parce qu'il prend ses distances avec la méthode historico-critique. L'historien et exégète français André Paul juge que si son Jésus peut séduire par sa clarté et son aisance, il relève d'un « conservatisme inouï ». Il critique plusieurs de ses hypothèses[22].
- L'abbé Denis Puga, de la Fraternité Saint-Pie-X, l'accuse de « modernisme », notamment parce qu'« il n’a de cesse de mettre en doute la réalité des événements que les évangiles de Matthieu, Marc et Luc nous rapportent »[23].
- Inversement, pour Jean Mercier, rédacteur en chef adjoint de l'hebdomadaire La Vie, « ce livre nous change des exégètes parfois si raffinés qu'ils nous perdent dans la brume du doute. À lire en gardant à l'esprit que l'historien se limite à des hypothèses, sans prétendre mettre la main sur la vérité du Christ[24]. » Pour le père Laurent-Marie Pocquet du Haut-Jussé, « le maître ouvrage de Jean-Christian Petitfils constitue un témoignage impressionnant d'une intelligence de la vérité historique qui éclaire les croyants et tous les hommes de bonne volonté[25] ». Pour l'essayiste Gérard Leclerc, « le livre de Jean-Christian Petitfils sur Jésus apparaît absolument indispensable. La lecture de son gros ouvrage montre qu'il avait toutes les qualités pour une telle entreprise, car il est vraiment exceptionnel, notamment lorsqu'on le compare à tous les essais du même ordre parus dans les dernières décennies. Ce qui le distingue, c'est non seulement l'étendue de son exploration, la précision de son approche des sujets les plus épineux, mais aussi la sûreté de ses jugements qui, au terme de longues procédures, sont fondés sur un jugement éclairé[26]. »  Pour le Bulletin des Lettres, « Jean-Christian Petitfils est historien et rigoureux. (...) Cette alliance, fides et intellectus, donne une force de cohérence et de conviction à cet ouvrage qui fait beaucoup de bien après tant de lectures fielleuses[27]. »

#### Jean l'évangéliste et l'apôtre Jean
Jean-Christian Petitfils reprend l'hypothèse historienne qui dénie à l'apôtre Jean, fils de Zébédée, la paternité du quatrième évangile. À la suite de beaucoup d'autres auteurs (Oscar Cullmann, François Le Quéré, Joseph A. Grassi, James H. Charlesworth, Xavier Léon-Dufour, notamment), il accrédite la thèse d'un autre « Jean ».
Pour Jean-Christian Petitfils, Jean aurait appartenu à l'aristocratie sacerdotale du Temple de Jérusalem. Dans cet ouvrage, ces faits historiques sont attribués non à l'apôtre Jean, fils de Zébédée, mais à un autre Jean, « prêtre » (hiereus) du sacerdoce du Temple (fonction disparue en l'an 70, avec la destruction du Temple et la prise de Jérusalem par les armées romaines de Titus). Papias, évêque de Hiérapolis  au début du IIe siècle, parlait de deux Jean : Jean l'Apôtre et Jean le Presbytre, disciple du Seigneur. Benoît XVI écrit dans son Jésus de Nazareth qu'il peut « adhérer avec conviction » aux conclusions des biblistes Peter Stuhlmacher (en), Eugen Ruckstuhl et Peter Dschullnig, pour qui Jean le Presbytre a inscrit dans son évangile les souvenirs de Jean, fils de Zébédée. Ce prêtre serait considéré comme son relais et son porte-parole. Pour Jean-Christian Petitfils, la confusion entre les deux Jean remonterait au IIIe siècle.
Il estime peu probable qu'un humble fils de pêcheur comme Jean, fils de Zébédée, ait pu avoir la capacité intellectuelle de rédiger l'Apocalypse et le quatrième évangile.
Jean-Christian Petitfils remarque que le quatrième évangile est en majeure partie centré sur Jérusalem. Jean connaît à la perfection le Temple et son personnel. Enfin et surtout, le quatrième évangile ne fait nulle allusion à l'un des événements majeurs dont Jean de Zébédée aurait été témoin, avec son frère Jacques : la Transfiguration.

## Publications

### Ouvrages
- L'Homme au masque de fer, Paris, Perrin, 1970[34].
- La Droite en France de 1789 à nos jours, Paris, PUF, 1973; coll. "Que sais-je ?", 1994. Traduction en japonais.
- La Vie quotidienne à la Bastille du Moyen Âge à la Révolution, Paris, Hachette, 1975.
- L'Affaire des poisons. Alchimistes et sorciers sous Louis XIV, Paris, Albin Michel, 1977. Traduction en japonais.
- Le Gaullisme, Paris, PUF, 1977. Traduction en arabe.
- Les Socialismes utopiques, Paris, PUF, 1977. Traductions en portugais (éditions "Zahar ediores", 1978), en espagnol (édition "Adalba ensayos", 1979).
- La Démocratie giscardienne, Paris, PUF, 1981.
- Le Véritable d'Artagnan, Paris, Tallandier, 1981; coll. "Texto", 2011. Couronné par l'Académie française. Traductions en estonien (éditions "Kunst", 2002), en russe (2004), en portugais (éditions Publicações Europa-América, 2005)[35].
- La Vie quotidienne des communautés utopiques au XIXe siècle, Paris, Hachette, 1982; coll. « Pluriel », 2011.
- L'Extrême Droite en France, Paris, PUF, 1983
- Le Régent, Paris, Fayard, 1986,  (ISBN 2-213-01738-7); coll. « Pluriel », 2013.
- Lauzun ou l'insolente séduction, Paris, Perrin, 1987 ; coll. « Tempus », 2015.
- Madame de Montespan, Paris, Fayard, 1988 ; coll. « Tempus », 2009.
- Louise de la Vallière, Paris, Perrin, 1990, 2002 ; coll. « Tempus », 2011.
- Louis XIV, Paris, Perrin, 1995 ; coll. « Tempus », 2002. Prix Hugues-Capet, grand prix de la biographie - Histoire - de l'Académie française, couronné par l'Académie des sciences morales et politiques.
- Fouquet, Paris, Perrin, 1998, coll. « Tempus », 2005.
- Louis XIV, Paris, Tallandier, 2001. Version abrégée et illustrée en deux volumes de Louis XIV (1995), voir supra.

v. 1 : L'ordre et la gloire, 1638–1678
v. 2 : La grandeur et les épreuves, 1679–1715

- Le Masque de fer, entre Histoire et Légende, Paris, Perrin, 2003; coll. « Tempus », 2004, nouvelle édition réaugmentée, 2011.
- Louis XVI, Paris, Perrin, 2005 ; coll. « Tempus », 2010. Prix Combourg 2005, prix du nouveau cercle de l'union 2005, grand prix Charles Aubert de l'Académie des sciences morales et politiques. Traduction en japonais.
- Versailles, la passion de Louis XIV, Timée-Éditions, 2005.
- Louis XIV expliqué aux enfants, Paris, Le Seuil, 2007.
- La Tranparence de l'aube, Mémoires de Claire Clémence, princesse de Condé, Paris, Perrin, 2007. Prix littéraire Brantôme.
- Louis XIII, Paris, Perrin, 2008  (ISBN 978-2-262-02385-0), coll. « Tempus », 2014. Prix de la biographie de la ville d'Hossegor, Grand prix du livre d'Histoire,
- L'assassinat d'Henri IV. Mystères d'un crime, Paris, Perrin, 2009; coll. « Tempus », 2012.
- Testaments et manifestes de Louis XVI (présentation), Éditions des Équateurs, 2009.
- L'Affaire des poisons, crimes et sorcellerie au temps du Roi-Soleil, Paris, Perrin, 2009 ; coll. « Tempus », 2013.
- Jésus, Paris, Fayard, 2011; Le Livre de poche, 2013. Traductions en italien et en espagnol (El Jesus de la Historia, Gaïa ediciones, 2013).
- Le Frémissement de la grâce, le roman du Grand Meaulnes, Paris, Fayard, 2012; Le Livre de poche, 2013. Prix de la critique littéraire du PEN club français.
- Louis XV, Paris, Perrin, 2014  (ISBN 978-2-262-02988-3).
- Le Siècle de Louis XIV (direction), Paris, Perrin, 2015.
- Dictionnaire amoureux de Jésus, Paris, Plon, 2015,  (ISBN 9782259217965). Rééd. 2017, Tempus.
- La Bastille, mystères et secrets d'une prison d'État, Paris, Tallandier, 2016  (ISBN 979-10-210-2051-1).
- Histoire de la France : le vrai roman national, Paris, Fayard, 2018, 1152 p. (ISBN 978-2-213-68614-1)
- Marie-Antoinette. Dans les pas de la reine (direction), Paris, Perrin, 2020.
- Henri IV, Perrin, 2021, 700 p.  (ISBN 978-2-262-05029-0)
- Le Saint Suaire de Turin. Témoin de la Passion de Jésus-Christ, Tallandier, 2022.
- Versailles : Histoires, secrets et mystères, Perrin, 2023.
- La Sainte Tunique d'Argenteuil : authentique relique de la Passion du Christ, Paris, Tallandier, 2024, 208 p. (ISBN 9791021063921)
- Les grands ministres qui ont fait la France, Perrin, 2024, 400 p.

### Ouvrages en collaboration
- La Contre-Révolution. Origines, Histoire, Postérité, sous la direction de Jean Tulard, Perrin, 1990 ;
- Le Règne de Louis XIV (1661-1715), Les Dossiers Historia, Tallandier, 1998 ;
- Personnages et caractères XVe – XXe siècles, sous la direction d'Emmanuel Le Roy Ladurie, PUF, 2004 ;
- Napoléon et l'Europe, coordonné par Thierry Lentz, Fayard, 2005 ;
- Dictionnaire des ministres des Affaires étrangères, sous la direction de L. Bély, G.-H. Soutou, L. Theis, M. Vaïsse, Fayard, 2005 ;
- Versailles, encyclopédie du voyage, Gallimard, 2005.
- Versailles, le pouvoir de la pierre, sous la direction de Joël Cornette, Tallandier, 2006 ;
- Mémoires de la France, sous la direction d'Emmanuel de Waresquiel, L'Iconoclaste, 2006 ;
- La Galerie des femmes illustres au Grand Siècle, acte du Colloque de la Fondation Singer-Polignac, sous la direction de Marceau Long, Éditions de la Bouteille à la mer, Paris, 2007 ;
- Le Livre noir de la Révolution française, sous la direction de Renaud Escande, Cerf 2008 ;
- Dans les secrets de la police, sous la direction de Bruno Fulini, L'Iconoclaste, 2008 ;
- Histoire et Système, sous la direction d'Emmanuel Le Roy Ladurie, Cerf, 2010.
- Secrets historiques et grandes énigmes, présenté par Philippe Delorme et François Billaut, L'Express Poche, 2011.
- Les Plus grands mensonges de l'histoire, Fayard / Pluriel, 2010.
- Dix grandes énigmes de l'Histoire passées au crible, Histoire édictions, 2014.
- Les Derniers jours des rois, de Charlemagne à Napoléon III, sous la direction de Patrice Gueniffey, Le Figaro Histoire / Perrin, 2014, Pocket, 2015.
- Les Grands duels qui ont fait le monde, sous la direction de Alexis Brézet et Vincent Trémolet de Villers, Perrin/ Le Figaro Magazine, 2016.
- Les Énigmes de l'histoire de France, sous la direction de Jean-Christian Petitfils, Perrin / Le Figaro Histoire, 2018, 399 p.
- (dir.) Marie-Antoinette. Dans les pas de la reine, Perrin, 2020.
- (dir.) Les grandes énigmes de l'histoire, Perrin / Le Figaro Histoire, 2021.

## Récompenses et distinctions

### Prix littéraires
- 1982 : Prix Feydeau-de-Brou[36] de l'Académie française (prix d'histoire) pour son livre Le véritable d’Artagnan.
- 1995-1996 : Prix de la biographie de l'Académie française, prix Hugues-Capet, prix Maurice Travers de l'Académie des sciences morales et politiques pour son livre Louis XIV.
- 2005-2006 : Prix Combourg, prix du Nouveau Cercle de l'Union, prix Charles-Aubert d'Histoire de l'Académie des sciences morales et politiques pour son Louis XVI (ainsi que pour l'ensemble de son œuvre).
- 2007 : Prix littéraire Brantôme pour son roman La Transparence de l'aube, Mémoires de Claire-Clémence, princesse de Condé.
- 2008-2009 : Prix de la biographie d'Hossegor, Grand prix du livre d'Histoire pour son Louis XIII.
- 2013 : Grand prix de la Critique du PEN club français pour son livre Le Frémissement de la grâce.
- 2014 : Prix Marcel-Pollitzer pour son Louis XV.
- 2016 : Prix spiritualités d'aujourd'hui pour son Dictionnaire amoureux de Jésus.

### Décorations
- Chevalier de la Légion d'honneur
- Officier de l'ordre national du Mérite (nomination le 15 mai 2025)[37]
  - chevalier du 19 juillet 1996
- Officier de l'ordre des Arts et des Lettres